# Moussac (Vienne)
Moussac – miejscowość i gmina we Francji, w regionie Nowa Akwitania, w departamencie Vienne.
Według danych na rok 1990 gminę zamieszkiwało 497 osób, a gęstość zaludnienia wynosiła 20 osób/km² (wśród 1467 gmin regionu Poitou-Charentes, Moussac plasuje się na 557. miejscu pod względem liczby ludności, natomiast pod względem powierzchni na miejscu 260.).